# Dissanthelium longifolium
Dissanthelium longifolium är en gräsart som beskrevs av Oscar Tovar. Dissanthelium longifolium ingår i släktet Dissanthelium och familjen gräs. Inga underarter finns listade i Catalogue of Life.